# Anna Kael
Anna Kael (Újpest, 2 januari 1908 - Boedapest, 24 februari 1985) was een gymnaste uit Hongarije. Ook speelde ze basketbal.
Op de Olympische Zomerspelen van Amsterdam in 1928 nam ze aan onderdeel van het team, namens Hongarije deel aan het turnen.
In 1938 werd het wereldkampioenschappen turnen in Boedapest gehouden en nam Kael deel met het dames team evenement. Waar het Hongaarse team een zilveren medaille behaalde. Individueel eindigde ze als vierde.